# Гіперболічна геометрія

Трикутник, занурений у сідлоподібну площину (гіперболічний параболоїд), разом з двома розбіжними ультрапаралельними прямими

Гіперболічна геометрія (інколи геометрія Бояї-Лобачевського) — одна з неевклідових геометрій, геометрична теорія, що базується на тих же основних міркуваннях, що і звичайна евклідова геометрія, за винятком аксіоми про паралельність.
Евклідова аксіома про паралельні твердить:

через точку, що не лежить на даній прямій, проходить тільки одна пряма, що лежить з даною прямою в одній площині і не перетинає її.

Дві прямі через задану точку P, асимптотично паралельні прямий R.

У гіперболічній геометрії замість неї приймається наступна аксіома:

через точку, що не лежить на даній прямій, проходять щонайменше дві прямі, що лежать з даною прямою в одній площині і не перетинають її.

Гіперболічна геометрія має широке застосування як у математиці, так і у фізиці. Її поява ознаменувала нову епоху в розвитку геометрії та математики загалом.
Коли геометри вперше зрозуміли, що вони працюють із чимось іншим, ніж стандартна евклідова геометрія, вони описували свою геометрію під різними назвами. Врешті Фелікс Кляйн дав цій галузі назву гіперболічна геометрія, аби включити його у нині рідко вживану послідовність еліптичної геометрії (сферична геометрія), параболічної геометрії (евклідова геометрія) та гіперболічної геометрії. У колишньому Радянському Союзі її часто називають геометрією Лобачевського, аби вшанувати пам'ять російського геометра Миколи Лобачевського, який був одним з її відкривачів.

## Історія

Порівняння еліптичної, евклідової та гіперболічної геометрій

Джерелом гіперболічної геометрії слугувало питання аксіоми про паралельні прямі, котра відома також як п'ятий постулат Евкліда (під цим номером у списку постулатів із «Начал» Евкліда знаходиться твердження, еквівалентне до наведеної аксіоми про паралельні прямі). Цей постулат, складніший порівняно з іншими, довгий час викликав спроби довести його на основі інших постулатів.
Ось неповний список учених, що займались доведенням V постулату до XIX ст.:
- давньогрецькі математики Птолемей (II ст.), Прокл Діадох (V ст.) (доведення Прокла базується на припущенні скінченності відстані між двома паралельними),
- Ібн аль-Хайсам з Іраку (кінець X ст. — початок XI ст.) (Ібн аль-Хайсам намагався довести V постулат, виходячи з припущення, що кінець рухомого перпендикуляра до прямої описує прямую лінію),
- іранський математик Омар Хаям (друга половина XI — початок XII ст.),
- азербайджанський математик Насиреддин Тусі (XIII ст.) (Хаям та Насиреддин при доведенні V постулату виходили з припущення, що дві збіжні прямі не можуть при продовженні стати розбіжними при перетині),
- німецький математик Христофор Клавій (1574),
- італійські математики
  - П'єтро Катальді[en] (вперше в 1603 надрукував роботу, повністю присвячену питанню паралельних прямих),
  - Дж. Бореллі (1658), Дж. Вітале (1680),
- англійський математик Джон Волліс (1663, опубліковано в 1693) (Волліс ґрунтує доведення V постулату на припущенні, що для кожної фігури існує подібна їй, але не рівна фігура).

Доведення вказаних вчених зводились до заміни V постулату іншими припущеннями, що здавались очевиднішими.

## Моделі гіперболічної геометрії
Моделлю гіперболічної геометрії називається поверхня або простір, в якому виконуються аксіоми гіперболічної геометрії.
Оскільки всі реалізації гіперболічної геометрії ізоморфні, твердження, доведене в одній моделі гіперболічної геометрії, буде дійсне в будь-якій іншій моделі. Тим самим для проведення міркувань можна щоразу вибирати найбільш «зручну» модель. Наприклад, в конформних моделях Пуанкаре, кут між кривими дорівнює евклідовому куту.

### Модель Кляйна

Прямі в моделі Кляйна. Через точку P проходить нескінченно багато прямих, які не перетинають пряму a.

Точками моделі Кляйна є внутрішні точки круга одиничного радіуса з центром у початку координат. Відстань між точками {\displaystyle a} і {\displaystyle b} визначається за допомогою подвійного відношення, а саме як
{\displaystyle {\frac {1}{2}}\left|\ln {\left({\frac {x-a}{x-b}}:{\frac {y-a}{y-b}}\right)}\right|}
для інтервалу {\displaystyle (x,y)}, де {\displaystyle x} і {\displaystyle y} — точки перетину прямої {\displaystyle ab} з граничним колом круга.
Зазначимо, що точки граничного кола будуть нескінченно віддаленими точками гіперболічної площини. Граничне коло називають абсолютом або ідеальною межею.
У моделі Кляйна прямими є хорди кола. Тому в цій моделі зручно розглядати питання пов'язані з опуклими множинами гіперболічної геометрії.
Перша фундаментальна форма гіперболічної площини в моделі Кляйна має вигляд
{\displaystyle ds^{2}={\frac {(1-y^{2})\,dx^{2}+2xy\,dx\,dy+(1-x^{2})\,dy^{2}}{(1-x^{2}-y^{2})^{2}}}.}
Аналогічним чином влаштована модель багатовимірного гіперболічного простору. Точками простору будуть внутрішні точки кулі одиничного радіуса, та точно так само, як і на площині, задається відстань подвійним відношенням.

### Модель Пуанкаре в кулі

Через точку площини проходять прямі, паралельні заданій прямій

Точками в моделі Пуанкаре в кулі {\displaystyle \Delta ^{n}} будуть внутрішні точки кулі, а множиною нескінченно віддалених точок (абсолютом) буде гранична сфера. Прямими в цій моделі будуть дуги кіл та відрізки, ортогональні абсолюту. Метричними сферами в цієї моделі будуть евклідові сфери, які лежать в кулі {\displaystyle \Delta ^{n}} (зауважимо, що взагалі центри сфер зміщені відносно центрів евклідових сфер).
Це конформна модель гіперболічної геометрії, тобто кут між кривими в цій моделі збігається з евклідовим кутом.
Перша фундаментальна форма гіперболічного простору в моделі Пуанкаре в кулі має вигляд
{\displaystyle ds^{2}={\frac {4(dx_{1}^{2}+\dots +dx_{n}^{2})}{(1-x_{1}^{2}-\dots -x_{n}^{2})^{2}}}.}

### Модель Пуанкаре у півпросторі
Точками в моделі Пуанкаре у верхній півплощині {\displaystyle \mathbb {H} ^{n}} будуть внутрішні точки півпростору {\displaystyle \mathbb {H} ^{n}=\{(x_{1},\dots ,x_{n})\in \mathbb {R} ^{n}|\ x_{n}>0\}}, а множиною нескінченно віддалених точок (абсолютом) буде гіперплощина {\displaystyle x=0\cup \infty }. Прямими в цій моделі будуть дуги кіл і промені ортогональні абсолюту. Метричними сферами в цій моделі будуть звичайні евклідові сфери.
Перша фундаментальна форма гіперболічного простору в моделі Пуанкаре у верхній півплощині має вигляд
{\displaystyle ds^{2}={\frac {dx_{1}^{2}+\dots +dx_{n}^{2}}{x_{n}^{2}}}.}
Як і модель Пуанкаре в кулі, це також конформна модель гіперболічної геометрії. Існує конформне перетворення, яке перетворює одну модель в іншу.